# YOMI
YOMI/黄泉（ヨミ、1981年7月14日 - ）は、日本のミュージシャン、ボーカリスト、作詞家であり、ロックバンドナイトメアのボーカルである。弟はコミックバンド仙台貨物のボーカル、イガグリ千葉（という設定）。宮城県大崎市（旧・古川市）出身。血液型はA型。

## 来歴
中学1年の頃から音楽を聴き始め、中学2年の時に友人から勧められたX JAPANに影響を受けたのがきっかけで音楽に目覚める。最初に手にした音源はX JAPANの『DAHLIA』。同じ頃に好きになったLUNA SEAの『STYLE』にも衝撃を受ける。
初めてバンドを組んだのは高校2年の頃で、TEARLESS DIEというバンド名で活動開始。LUNA SEA、X、Laputa、ROUAGE、La'cryma Christiなどのコピーの他、オリジナルも数曲やっていた。YOMIという名前はこの頃に付けられ、「黄泉の国」に由来する"黄泉"という漢字表記を使用していた。高校3年から卒業にかけて周りがバンドを諦めて行く中、バンドを続けたいのに辞めて行った人達の思いと、LUNA SEAやXに近づきたいという気持ちから自身はヴォーカリストの道を歩み、知り合いだった柩に誘われバンドを組むことになる。
2000年元旦、ナイトメアを結成。同年春に初ライヴながら70〜80人を動員し、月1回のペースで仙台市でライヴを行うようになる。その後、RUKAの加入によって行動範囲が広がり東京へ進出。SPEED DISKからCDをリリースする際、漢字表記の"黄泉"よりもイメージが広がると考え、名前を"YOMI"の表記とした。インディーズで活躍した後、2003年8月に日本クラウンからメジャーデビューを果たした。

## 人物
幼少の頃から小柄で中学3年で成長が止まり身長は156cm。高校ぐらいまでは背が低いことがコンプレックスだった。目立ちたがり屋である反面かなりの人見知りで、ナイトメア結成時は柩としかまともな会話が出来なかったほど無口で大人しかったという。メンバーからはYOMIよりゾジーと呼ばれる事が多い。
ゾジーのニックネームはRUKAが様々な呼び方をする中でYOMI→よもつになり、喋り方がタレントのゾマホンに似ていたことからゾモツやゾウモツに形態変化。そこからゾッツに略され、YOMIがオジー・オズボーンが好きなことが加えられゾジーとなった。
影響を受けたアーティストはLUNA SEAのRYUICHI、X JAPANのTOSHI。帰省した際に実家に置いたままのアルバムを聴くことがあるが、憧れだった頃とは違い、自分たちと重ねて聴くようになった。
元々自分の声が嫌いで、自分の声質でもいい声に聴こえるテクニックがあればと思いやって来たが、声の出し方が悪くライヴのたびに喉を潰していたため、メジャーデビュー後にヴォイストレーニングに通うことになる。そこで学んだことでヴォーカリストとしての精神や意識が変わって行ったといい、表現者としていろいろな痛みや喜びを知っているからこそ歌詞に載せていろいろな感情を歌にできる、ただカッコいいだけではない絶対に弱い部分も見せられるヴォーカリストでありたいと語っている。
ツアー遠征先の名所、城などにLIVE前にランニングするのが恒例になっている。その時の様子を自身のInstagram にアップしている。
2016年に機能性発声障害を発症。
2023年5月14日の恵比寿リキッドルームでのライブにて機能性発声障害がほぼ完治したことを報告した。

## TAKE NO BREAK
TAKE NO BREAK（テクノブレイク）はナイトメアのヴォーカリストYOMIのソロ・プロジェクト。ユニット名はテクノブレイク（長時間の自慰行為によって死亡するという都市伝説）に由来し、「自分達の好きなことを死ぬまでやる」という意味が込められている。
TAKE NO BREAKでのYOMIは 淳 名義で活動している。

### メンバー
- 淳：ボーカル担当。
- 朋：ベース担当。誕生日は10月7日。兵庫県出身。B型。
- デスヲドラム担当。誕生日は9月13日。岡山県出身。

### 元メンバー
- U.K.：ギター担当。誕生日は5月3日。福岡県出身。2019年2月19日付けで脱退。
- シン・マナヒロ：ギター担当。誕生日は12月19日。東京都出身。2020年8月31日付けで脱退。